# Сантана (Мадейра)
Санта́на (порт. Santana; МФА: [sɐ̃.ˈtɐ.nɐ], «Свята Анна») — муніципалітет і місто в Португалії, в автономному регіоні Мадейра. Розташований на острові Мадейра в Атлантичному океані, на теренах історичної португальської провінції Мадейра. Належить до Фуншальської діоцезії Католицької церкви в Португалії. Права міського самоврядування має з 1835 року. Поділяється на 6 парафій.  Площа муніципалітету — 95,56 км², населення муніципалітету — 7719 ос. (2011); густота населення — 80,78 осіб/км²
. Патрон — Свята Анна. Святковий день муніципалітету — 25 травня. Поштовий індекс — 9230.  Код місцевої адміністративної одиниці — 3010. Складова статистичного регіону Мадейра.

## Назва
- Сантана  (порт. Santana, стара орфографія: порт. Sant'Anna) — сучасна португальська назва.

## Географія
Сантана розташована на північному сході острова Мадейра в Атлантичному океані.
Сантана межує на заході з муніципалітетом Сан-Вісенте, на півночі — омивається Атлантичним океаном, на сході межує з муніципалітетом Машіку, на півдні — з муніципалітетами Санти-Круж і Фуншала, та на південному заході — Рібейра-Брава.
За колишнім адміністративним поділом (до набуття Мадейрою статуту автономії у 1976 році) місто входило до складу Фуншальського адміністративного округу.
Муніципалітет сьогодні є важливим туристичним центром Мадейри. Саме тут розташована найвища точка острова — Піку-Руйву. Діє природний заповідник «Роша-ду-Навіу» (порт. Reserva Natural da Rocha do Navio), який було утворено у 1997 році з ініціативи місцевого населення. Він включає прибережну територію, що є потенційним ареалом тюленя-монаха, якого місцеве населення називає «морським вовком», а також невеликий острівець, на скелях якого зростають рідкісні для Макаронезії види рослин.

## Історія
Назва міста пов'язана зі Святою Аною, що є його покровителькою. Муніципалітет було утворено 1832 року. Статус міста — з 1 січня 2001 року.
В архітектурному відношенні виділяються традиційні трикутні будиночки з солом'яними дахами, що є постійним об'єктом популярності серед туристів острова.

## Населення
| Кількість мешканців | Кількість мешканців | Кількість мешканців | Кількість мешканців | Кількість мешканців | Кількість мешканців | Кількість мешканців | Кількість мешканців | Кількість мешканців | Кількість мешканців | Кількість мешканців | Кількість мешканців | Кількість мешканців | Кількість мешканців | Кількість мешканців | Кількість мешканців |
| ------------------- | ------------------- | ------------------- | ------------------- | ------------------- | ------------------- | ------------------- | ------------------- | ------------------- | ------------------- | ------------------- | ------------------- | ------------------- | ------------------- | ------------------- | ------------------- |
| 1864                | 1878                | 1890                | 1900                | 1911                | 1920                | 1930                | 1940                | 1950                | 1960                | 1970                | 1981                | 1991                | 2001                | 2011                |                     |
| 8 306               | 9 475               | 9 013               | 9 337               | 10 127              | 9 814               | 10 908              | 14 038              | 15 543              | 13 971              | 12 850              | 11 253              | 10 302              | 8 804               | 7 719               |                     |

## Парафії
1. Арку-де-Сан-Жорже (порт. Arco de São Jorge)
2. Ілья (порт. Ilha)
3. Сантана (порт. Santana)
4. Сан-Жорже (порт. São Jorge)
5. Сан-Роке-до-Фаял (порт. São Roque do Faial)
6. Фаял (порт. Faial)

## Економіка
В муніципалітеті домінує третинний сектор економіки, що представлений туризмом і послугами, а також різноманітною комерцією, пов'язаною з продажем сувенірів. Розводять рибу.

## Галерея

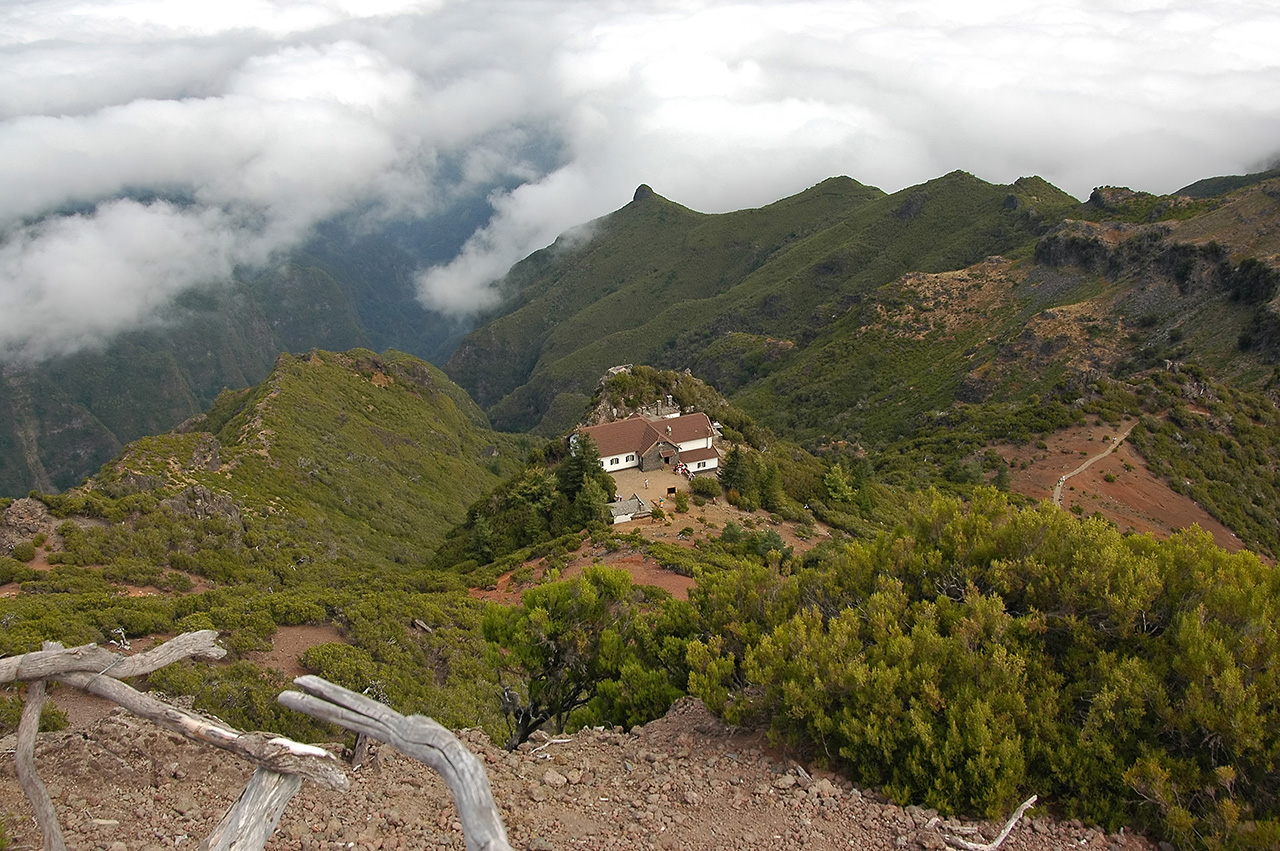
Панорамний вигляд з гори Піку-Руйву
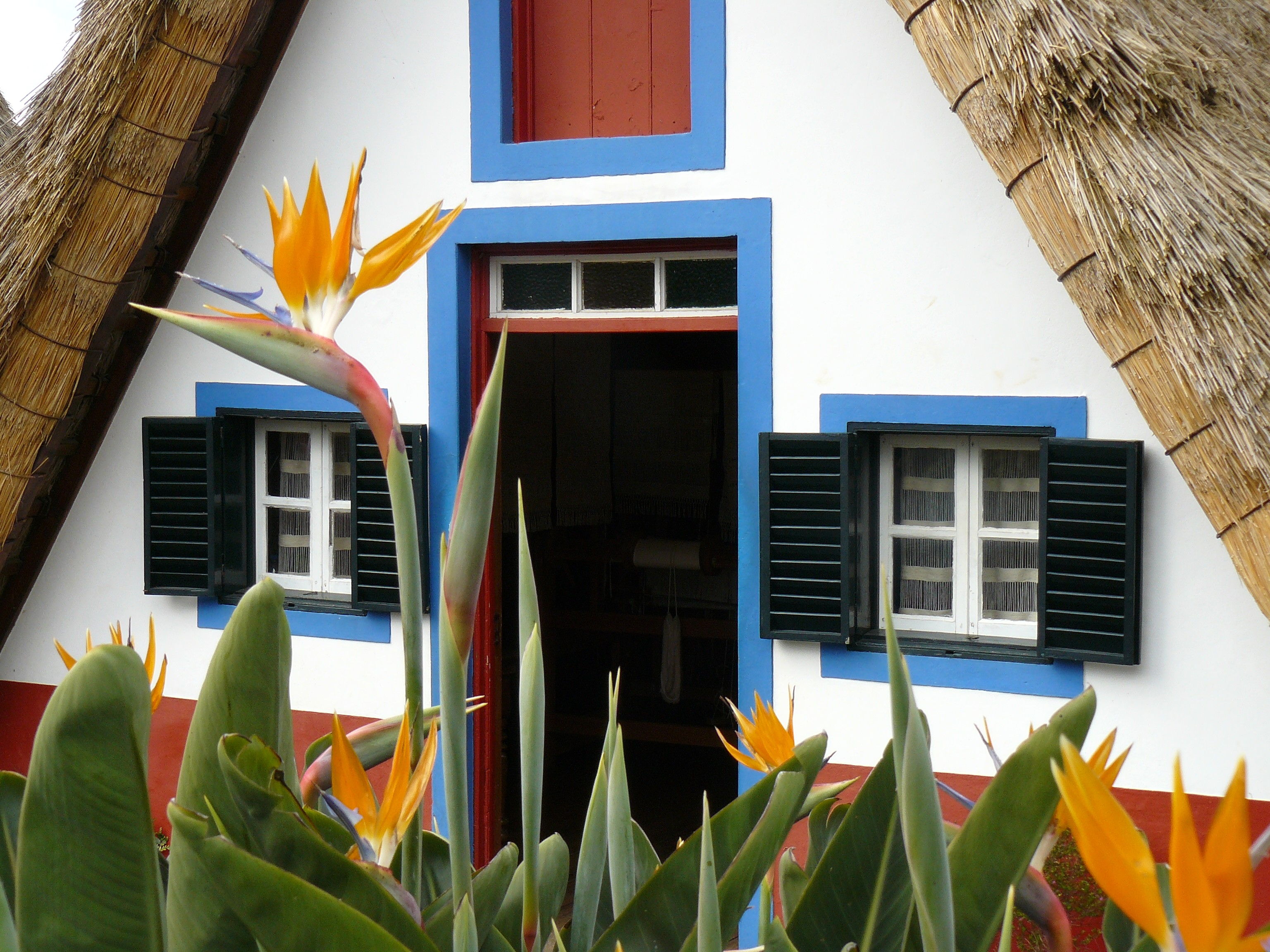
Фасад традиційного трикутного будиночка Сантани
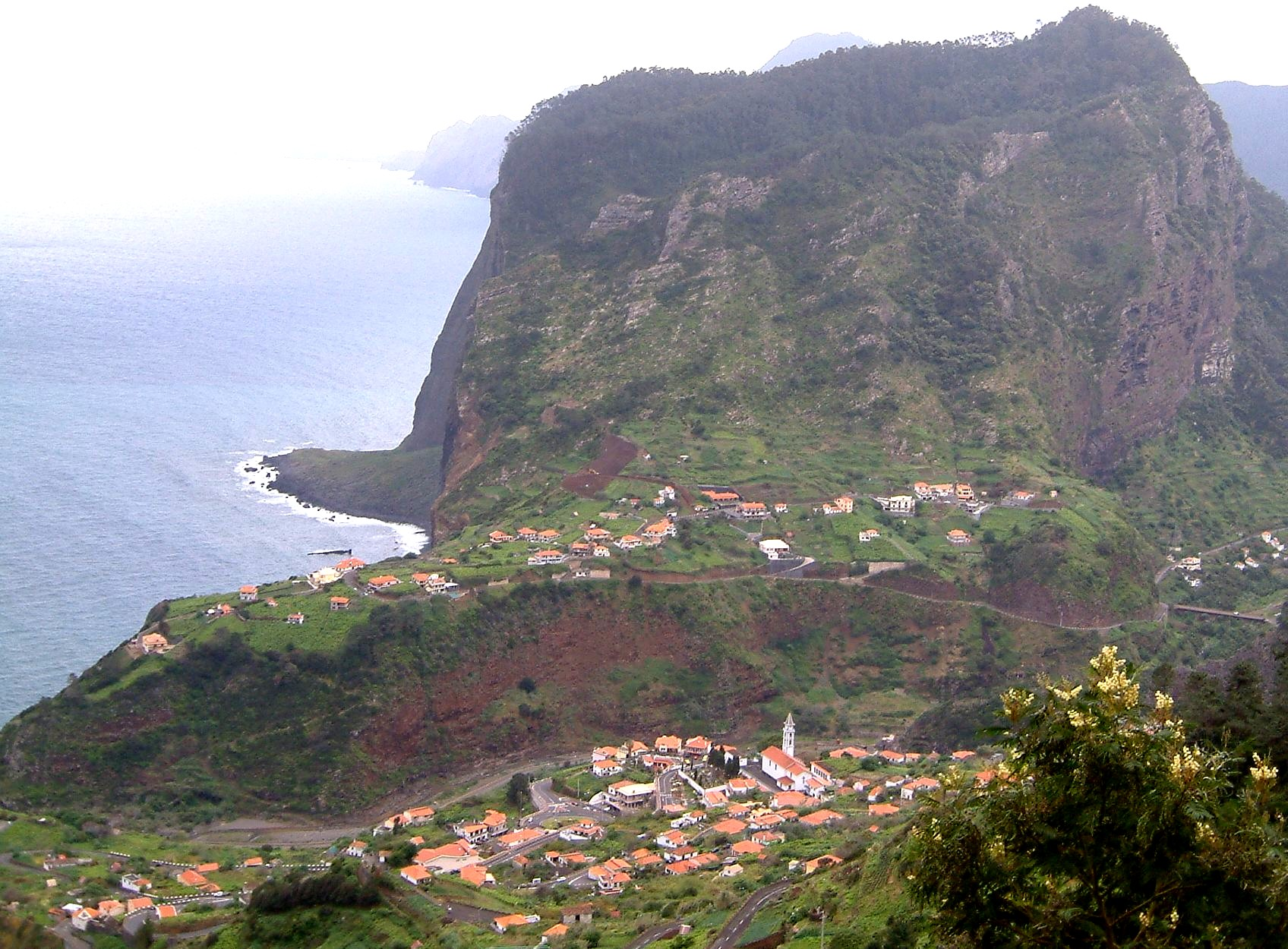
Панорамний вигляд місцевості Фаял